# 貸本
貸本（かしほん）は、貸本屋（貸本店・レンタルブック店など）が貸し出す書籍および雑誌の総称である。また、そのような業種自体を指すこともある。本項では主に業種としての意味合いで「貸本」を解説する。

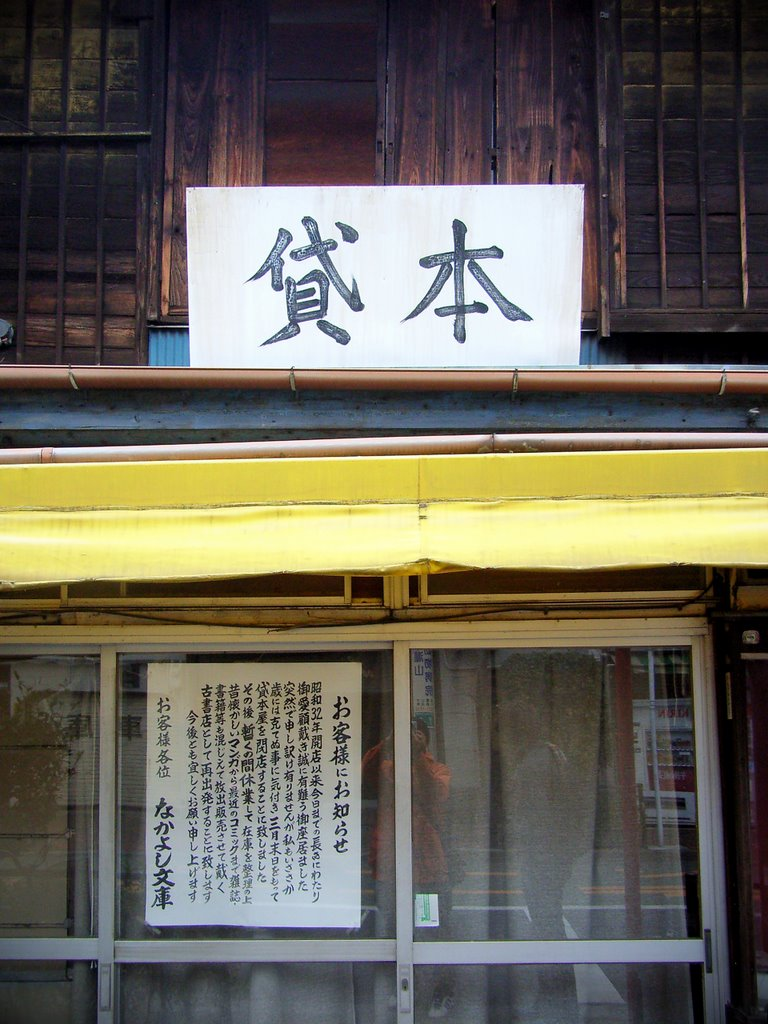
戦後にできた貸本屋はほとんどが廃業した。写真は東京・根津2丁目にあった「なかよし文庫」。

## 来歴
江戸時代、出版技術の発展による刊行物の増加や写本の流通量の増加によって、一般大衆にも読書の習慣が広まった。江戸時代の庶民にとっては、本を買い求めて読むよりも、貸本屋や行商人から見料を払って読むのが一般的であった。長友千代治は、『きのふはけふの物語』の「ものゝ本売に下」という記述から、貸本屋の誕生を寛永はじめ頃と推定し、元禄頃になると貸本中心の行商本屋が出現したと指摘している。『古契三娼』に風呂敷を担いだ貸本行商の記述があるほか、小咄にも現れるなど遅くとも天明には庶民にも身近なものとなっていた。
貸本屋は、版元からの直接購入、貸本屋同士の売買、貸本類仕入所などからの購入、貸本屋自身による作成の4つの方法で商品を揃えた。江戸時代の貸本屋大野屋惣八の扱った蔵書を見ると、人情本・洒落本・滑稽本・草双紙をはじめ、井原西鶴や曲亭馬琴といった有名作家の作品、軍書や兵書、浄瑠璃本や実録本まで、そのジャンルは近世文学全般に及んでいる。
幕末頃には江戸界隈だけでも約800軒の貸本屋があり、一軒につき170～180人ほどの顧客を持っていたため、文化の伝播に一役買っていた。
20世紀初頭から、貸本屋は江戸川乱歩や手塚治虫を始めとする数多くの大衆小説家や漫画家の作品を刊行して読者層を増やし、怪奇漫画や貸本劇画などの新しい文化を生み出した。
戦後、小説や漫画単行本、月刊誌を安く貸し出す貸本の店が全国規模で急増した。のちに登場するレンタルビデオ店の先駆的な存在である。貸本の店は大衆娯楽小説や少年漫画などの単行本、成年・少年・婦人雑誌などを提供する場として1960年代初頭まで日本全国にあふれていた。1940年代末からは漫画を中心に貸本の店専用書籍も刊行され、『墓場鬼太郎』（『ゲゲゲの鬼太郎』の原型）などを生んだ。
つげ義春によれば、1955年頃から、急激に貸本漫画を主体とする貸本屋が増え始め、関西発祥で東京でも1960年頃に急成長を遂げるチェーン展開をする「ネオ書房」の看板が散見されるようになる。つげが住んでいた下町でも小さな貸本屋が女店員が3-4人を抱えるほどであった。当時はまだ下町には喫茶店がなく、しるこ屋や氷屋が若者の溜まり場であったが、若い女店員を擁する貸本屋もまた若者の溜まり場となっていた。つげもまたひそかに女店員目的に作者として出入りしていたが、女店員らは本を出版物ではなく玩具に等しいものくらいとしか見ておらず、作者に対する関心も尊厳もなく、全くもてなかったという。
1950年代後半からは図書館の充実、図書全般の発行部数の増加、出版社が販売する雑誌の主軸が月刊誌から児童や庶民でも安価に購入できる週刊誌へ移行した事などにより、一部の店舗が一般書店に転向したほかは急速に減少、1960年代半ばに店舗を持たずに各家を回る巡回式貸本業がいったんほぼ消滅し、貸本専用書籍も1960年代をほぼ最後に後を絶った。
その後の貸本の店は小規模で経営する店舗が少数存在するのみであった。1984年、レンタルレコード店の増加を背景として著作権法が改正され、著作物に貸与権が付与された時も、すでに貸本屋が書籍販売の市場を脅かすことはないとみられていたため、書籍・雑誌は貸与権の対象から外された。
2000年代に入るころには、コミックレンタルを行う事業者が中小のビデオレンタルチェーン店で増加し、無視できない規模となってきたため、漫画家団体の働きかけにより、2005年施行の改正著作権法では書籍に貸与権が付与され、貸本には著作権者が貸与権を行使して使用料を徴収するようになった。その結果、2007年4月にレンタルビデオ最大手のTSUTATAとGEOがレンタルコミックに参入し、巨大レンタルチェーンを生かした大規模ビジネスへと移行したり、一方でネットを通じて無店舗経営で本を貸出する業者も誕生するなど（ネットでレンタルし、自宅に郵送され、ポストに返却する）、旧来の「貸本屋」ではないものの「貸本」自体は、新しい段階へと移行する兆候を見せ始めた。
しかし、2010年代に入ると、配信サービスの普及に伴い、物理メディアのレンタル市場自体が急激に縮退し始めた。レンタルコミックを中心とする貸本市場も、電子書籍の普及により急激に縮退した。中小のレンタルチェーンは廃業し、最後に生き残ったTSUTAYAとGEOも、体力のあるうちにレンタル事業自体からの撤退を開始し、新たな事業を模索している。
2023年3月末現在、レンタルブック店は1528店舗で、出版物貸与権管理センターがレンタルブック店から徴収した貸与権使用料は約17億円。

## 貸本業の成立と法律

### 20世紀の貸与権
戦後貸本の店が多かった理由としては、人々が当時まだまだ高価だった書籍を「買う」よりも「借りる」事を望んだことがある。もう一つ別の側面として、著作権法では制定当初、第三者が書籍を別の第三者に貸与する事を著作権者が認める権利（貸与権）の存在を想定していなかったため、著作権者に許可を取らず自由に本を顧客に有料で貸す商売が個人レベルでも比較的簡単に起業できたということもある。この他に、貸本の店では主に娯楽系の本を扱っていたため、古書店のように書籍全般に詳しい必要は無かったこともある。
1984年には貸与権が制定されたが、これは当時、急速に全国へ拡大したレコードレンタル店（現在のCDレンタル店）に対応するためのものであり、書籍への貸与権は“「書籍又は雑誌の貸与による場合には、当面の間、適用しない（著作権法の附則・書籍等の貸与についての経過措置より）」という文言が記され、長らく放置されていた。

### 21世紀の再登場 (「小規模業」から「ビジネス」へ)
21世紀初頭より一部のレンタルビデオ（DVD）・CDチェーン店でコミックを有料レンタルするビジネスの動きが出始めた。理由としては、インターネットのブロードバンド化によって音声・映像を直接ユーザーに配信するビジネスが拡大し、その影響による店舗売り上げの減少対策が挙げられる。あるいはショップで使用するレンタル作品のメディアの主流がDVDとなり、ビデオカセットよりも保管スペースを取らないため、空いた空間を埋めるために始まったなど諸説ある。
先述した通り、貸本業は過去の遺物のごとく見られがちで、著作権問題に厳しい大手出版企業も以前は貸本（書籍レンタル）についてはあえて黙認していたようだが、いずれにせよ、著作権者にとってはマンガ喫茶や大規模な中古書店チェーン（ブックオフなど）の存在同様、無視できない状況になってきた。
書籍・雑誌への貸与権付与に反対する「コミックレンタル有志の会」（会長・浜井識安、株式会社ビデオシティー代表取締役）や、漫画に対する貸与権の付与を訴える「二十一世紀のコミック作家の著作権を考える会」（理事・弘兼憲史）など、業界団体の各種ロビー活動が活発化した結果、2005年には著作権法が改正されてコミックを含む書籍に貸与権を適用する事が認められた。さらに出版物貸与権管理センター（著作権者代表）と日本コンパクトディスク・ビデオレンタル商業組合（CDVJ・レンタル業者代表）の話し合いが難航の末、2006年末に暫定的ではあるがまとまり、2007年2月1日からは書籍レンタル使用料をレンタル業者から徴収・著作権者へ還付する制度が始まった。これらのように、「貸本」業は「ブックレンタル」ビジネスへと拡大する土壌が整いつつある。なお、わずかに残った「旧来からのいわゆる「貸本屋」」は、既得権として使用料免除を申し出ることができるが、蔵書数1万以下の小規模店に限られる。
この動きを受けて、レンタルチェーンショップ・TSUTAYAを運営していたカルチュア・コンビニエンス・クラブの当時の子会社株式会社TSUTAYAは2007年4月からコミックレンタル事業を本格的に開始する”と発表した。
貸与権の制度化を契機に、コミックレンタルの新ビジネスが広がるかに見えた。2007年当時、旧来のCD・DVDレンタル大手だったTSUTAYAとGEOも、ブックレンタルにおいては新規参入組に過ぎず、特に、実店舗を持つ必要もなく潜在的に巨大な市場があるオンラインレンタルコミックに関しては個人事業主にも勝機があるとみられたが、やはりTSUTAYAとGEOが実店舗においても宅配レンタルにおいても強く、2009年にコミックレンタルのサービスを開始したDMM（DMM 宅配レンタル）以外はすべて撤退した。2007年4月、日本最大級のオンライン中古書店ネットオフが、宅配型コミックレンタルサービス『コミかる』を開始したが、2011年に撤退した。

### 電子書籍の台頭
2010年代になると電子書籍が台頭。レンタル市場は縮小し始めた。TSUTAYAとGEOは、レンタル事業以外の生き残りを模索し始め、TSUTAYAはポイント事業、GEOはリユース事業と、両社ともに2010年代後半には多角化を完了した。2021年にはTSUTAYAの最大手のフランチャイジーであるトップカルチャーがレンタル事業からの撤退を表明するなど、各社とも撤退戦に入っている。とはいえ、両者ともにレンタル事業を完全に打ち切ったということはなく、紙の漫画のレンタルビジネスも根強く残っている。
電子書籍の利用許諾の有効期間を限定することを「レンタル」と表現している電子書籍サービスが存在するが、本は「有体物」であり、法的に貸与権が認められているのに対し、電子書籍は「無体物」であり、法的に貸与権が認められていない、従って、「貸本」とは全く異なる。